# راسيل دبليو. بورتر
راسيل دبليو. بورتر (بالإنجليزية: Russell W. Porter)‏ هو رسام ومهندس وعالم فلك أمريكي، ولد في 13 ديسمبر 1871 في سبرينغفيلد في الولايات المتحدة، وتوفي في 22 فبراير 1949 في باسادينا في الولايات المتحدة بسبب نوبة قلبية.